# Фёдоровка (городской округ Химки)
Фёдоровка — деревня в Московской области России. Входит в городской округ Химки. Население — 31 чел. (2010).

## География
Деревня Фёдоровка расположена в центральной части Московской области, на юго-западе округа, примерно в 13 км к западу от центра города Химки и в 35 км к югу от города Солнечногорска, у границы с Красногорским районом, на правом берегу реки Баньки бассейна Москвы-реки. Севернее проходит Пятницкое шоссе.
В деревне 8 улиц, зарегистрировано 3 садовых товарищества. Связана прямым автобусным сообщением с Зеленоградом и Москвой. Ближайшие населённые пункты — деревни Благовещенка, Большаково и посёлок санатория «Энергия».

## История
В «Списке населённых мест» 1862 года Федоровка — владельческое сельцо 3-го стана Московского уезда Московской губернии на просёлочном Пятницком тракте (между Николаевской железной дорогой и Волоколамским трактом), в 28 верстах от губернского города, при колодце, с 7 дворами и 22 жителями (10 мужчин, 12 женщин).
По данным на 1890 год входила в состав Черкизовской волости Московского уезда, число душ составляло 53 человека.
В 1913 году — 12 дворов.
По материалам Всесоюзной переписи населения 1926 года — центр Фёдоровского сельсовета Ульяновской волости Московского уезда, проживало 80 жителей (39 мужчин, 41 женщина), насчитывалось 22 хозяйства, среди которых 20 крестьянских.
С 1929 года — населённый пункт в составе Сходненского района Московского округа Московской области. Постановлением ЦИК и СНК от 23 июля 1930 года округа как административно-территориальные единицы были ликвидированы.
1929—1932 гг. — деревня Юрловского сельсовета Сходненского района.
1932—1940 гг. — деревня Юрловского сельсовета Красногорского района.
1940—1960 гг. — деревня Юрловского сельсовета Химкинского района.
1960—1963 гг. — деревня Кутузовского сельсовета Солнечногорского района.
1963—1965 гг. — деревня Кутузовского сельсовета Солнечногорского укрупнённого сельского района.
1965—1994 гг. — деревня Кутузовского сельсовета Солнечногорского района.
В 1994 году Московской областной думой было утверждено положение о местном самоуправлении в Московской области, сельские советы как административно-территориальные единицы были преобразованы в сельские округа.
В 1994—2004 гг. деревня входила в Кутузовский сельский округ Солнечногорского района, в 2005—2019 годах — в Кутузовское сельское поселение Солнечногорского муниципального района, в 2019—2022 годах  — в состав городского округа Солнечногорск, с 1 января 2023 года включена в состав городского округа Химки.

## Население
| 1859 | 1890 | 1899 | 1926 | 1966 | 1998 | 2002 |
| ---- | ---- | ---- | ---- | ---- | ---- | ---- |
| 22   | ↗53  | ↘36  | ↗80  | ↘73  | ↘26  | ↗37  |
| 2010 |      |      |      |      |      |      |
| ↘31  |      |      |      |      |      |      |